# Liga Venezolana de Béisbol Profesional 2007-08
La temporada de la Liga Venezolana de Béisbol Profesional 2007-08 comenzó el 11 de octubre de 2007 y terminó el 29 de enero del 2008 obteniendo el Título el equipo Tigres de Aragua por séptima vez en su Historia, cuarta vez en la Década y segundo año consecutivo. Debido a la mudanza del equipo Pastora de Los Llanos a la Isla de Margarita (el equipo es ahora Bravos de Margarita), la Liga eliminó el sistema de divisiones para esta temporada. La Serie del Caribe se celebró en Santiago (República Dominicana) durante el mes de febrero de 2008, en donde la Liga Venezolana de Béisbol Profesional fue representada por el campeón de la Temporada Tigres de Aragua.

## Clasificación
Uno de los hechos curiosos de la temporada 2007/08 es que hasta el último día de los juegos pautados para la clasificación (30 de diciembre) no se había eliminado ninguno de los equipos de la Liga. Pero finalmente clasificó Tiburones de La Guaira que era el equipo con mayores posibilidades por no depender de los resultados de las demás franquicias.
| Pos | Equipo                    | J  | G  | P  | AVE. | V    | Racha |
| --- | ------------------------- | -- | -- | -- | ---- | ---- | ----- |
| 1   | Caribes de Anzoátegui     | 63 | 39 | 24 | .619 | -    | 1G    |
| 2   | Cardenales de Lara        | 63 | 34 | 29 | .540 | 4.5  | 2G    |
| 3   | Tigres de Aragua          | 63 | 32 | 31 | .508 | 6.5  | 4P    |
| 4   | Bravos de Margarita       | 63 | 31 | 32 | .492 | 7.5  | 2P    |
| 5   | Tiburones de La Guaira    | 63 | 30 | 33 | .476 | 8.5  | 2G    |
| 6   | Navegantes del Magallanes | 63 | 29 | 34 | .460 | 9.5  | 1G    |
| 7   | Leones del Caracas        | 63 | 29 | 34 | .460 | 9.5  | 2G    |
| 8   | Águilas del Zulia         | 63 | 28 | 35 | .444 | 10.5 | 2P    |

|  | Clasificó al Round Robin o Todos contra Todos |
|  | Quedó eliminado                               |

### Jugador de la Semana Multinacional de Seguros
| Semana    | Pos | Jugador         | Equipo                    | JJ | VB | CA | H  | H2 | H3 | HR | CI | AVE  |
| --------- | --- | --------------- | ------------------------- | -- | -- | -- | -- | -- | -- | -- | -- | ---- |
| Semana 5  | LF  | Jody Gerut      | Caribes de Anzoátegui     | 5  | 18 | 7  | 9  | 1  | 0  | 1  | 7  | .500 |
| Semana 7  | OF  | Richard Hidalgo | Navegantes del Magallanes | 6  | 24 | 4  | 10 | 0  | 0  | 4  | 7  | .417 |
| Semana 8  | 3B  | Edgardo Alfonzo | Navegantes del Magallanes | 4  | 16 | 3  | 9  | 2  | 0  | 0  | 5  | .563 |
| Semana 9  | C   | Eliézer Alfonzo | Caribes de Anzoátegui     | 4  | 16 | 6  | 7  | 2  | 0  | 3  | 10 | .438 |
| Semana 10 | SS  | Omar Infante    | Caribes de Anzoátegui     | 4  | 17 | 7  | 9  | 3  | 1  | 2  | 7  | .529 |
| Semana 11 | C   | Eliézer Alfonzo | Caribes de Anzoátegui     | 6  | 20 | 6  | 7  | 0  | 0  | 3  | 8  | .350 |
| Semana 12 | 3B  | José Castillo   | Leones del Caracas        | 5  | 22 | 4  | 11 | 1  | 1  | 2  | 7  | .500 |

| Semana   | Pos | Jugador        | Equipo                | JJ | JG | JP | JS | IP   | H | BB | SO | EFE  |
| -------- | --- | -------------- | --------------------- | -- | -- | -- | -- | ---- | - | -- | -- | ---- |
| Semana 2 | P   | Richard Garcés | Águilas del Zulia     | 4  | 0  | 0  | 4  | 4.0  | 3 | 3  | 5  | 0.00 |
| Semana 3 | P   | Brian Bass     | Tigres de Aragua      | 2  | 2  | 0  | 0  | 11.1 | 6 | 0  | 5  | 0.00 |
| Semana 4 | P   | Alex Herrera   | Caribes de Anzoátegui | 2  | 2  | 0  | 0  | 13.0 | 9 | 2  | 16 | 2.25 |
| Semana 6 | P   | Mike Smith     | Caribes de Anzoátegui | 2  | 2  | 0  | 0  | 14.0 | 6 | 0  | 15 | 0.00 |

### Líderes de bateo
| Departamento                 | Jugador         | Equipo                | Cantidad |
| ---------------------------- | --------------- | --------------------- | -------- |
| Líder Bate                   | José Castillo   | Leones del Caracas    | .386     |
| Líder de Jonrones            | Eliézer Alfonzo | Caribes de Anzoátegui | 15       |
| Líder de Carreras anotadas   | Omar Infante    | Caribes de Anzoátegui | 53       |
| Líder de Carreras impulsadas | Eliézer Alfonzo | Caribes de Anzoátegui | 47       |
| Líder de Bases robadas       | Carl Loadenthal | Leones del Caracas    | 11       |
| Líder de Hits                | José Castillo   | Leones del Caracas    | 80       |
| Líder de Dobles              | Andrés Torres   | Caribes de Anzoátegui | 21       |
| Líder de Triples             | Andrés Torres   | Caribes de Anzoátegui | 6        |

### Líderes de pitcheo
| Departamento              | Jugador          | Equipo                | Cantidad |
| ------------------------- | ---------------- | --------------------- | -------- |
| Líder de Efectividad      | Giovanni Carrara | Cardenales de Lara    | 2.30     |
| Líder de Ganados          | Alex Herrera     | Caribes de Anzoátegui | 8        |
| Líder de Salvados         | Richard Garcés   | Águilas del Zulia     | 19       |
| Líder de Ponches          | Alex Herrera     | Caribes de Anzoátegui | 52       |
| Líder de Innings lanzados | Jesús Silva      | Bravos de Margarita   | 83.1     |

### Partidos
| Bravos de Margarita       | 1 - 2              | Leones del Caracas        | Universitario de Caracas  | 11 de octubre                                | 7:30pm  |              |
| Caribes de Anzoátegui     | Suspendido         | Navegantes del Magallanes | José Bernardo Pérez       | 11 de octubre                                | 7:30pm  | DAT TV       |
| Cardenales de Lara        | 5 - 3              | Tigres de Aragua          | José Pérez Colmenares     | 11 de octubre                                | 10:30pm | Meridiano TV |
| Tiburones de La Guaira    | 1 - 3              | Águilas del Zulia         | Luis Aparicio "El Grande" | 11 de octubre                                | 7:30pm  |              |
| Tigres de Aragua          | 2 - 3              | Leones del Caracas        | Universitario de Caracas  | 12 de octubre Día de la resistencia indígena | 4:00pm  |              |
| Tiburones de La Guaira    | 1 - 5              | Águilas del Zulia         | Luis Aparicio "El Grande" | 12 de octubre Día de la resistencia indígena | 4:00pm  |              |
| Bravos de Margarita       | 4 - 3              | Navegantes del Magallanes | José Bernardo Pérez       | 12 de octubre Día de la resistencia indígena | 5:00pm  | Meridiano TV |
| Caribes de Anzoátegui     | 7 - 8              | Cardenales de Lara        | Antonio Herrera Gutiérrez | 12 de octubre Día de la resistencia indígena | 6:00pm  |              |
| Tiburones de La Guaira    | 3 - 2              | Navegantes del Magallanes | José Bernardo Pérez       | 13 de octubre                                | 5:30pm  | DAT TV       |
| Bravos de Margarita       | 3 - 4 (10 innings) | Cardenales de Lara        | Antonio Herrera Gutiérrez | 13 de octubre                                | 6:55pm  | Promar TV    |
| Leones del Caracas        | 0 - 4              | Tigres de Aragua          | José Pérez Colmenares     | 13 de octubre                                | 5:30pm  |              |
| Caribes de Anzoátegui     | 5 - 6              | Águilas del Zulia         | Luis Aparicio "El Grande" | 13 de octubre                                | 5:30pm  |              |
| Leones del Caracas        | 3 - 4              | Tiburones de La Guaira    | Universitario de Caracas  | 14 de octubre                                | 1:00pm  |              |
| Navegantes del Magallanes | 9 - 2              | Cardenales de Lara        | Antonio Herrera Gutiérrez | 14 de octubre                                | 1:00pm  | Venevisión   |
| Caribes de Anzoátegui     | 3 - 2              | Águilas del Zulia         | Luis Aparicio "El Grande" | 14 de octubre                                | 4:00pm  |              |
| Bravos de Margarita       | 3 - 8              | Tigres de Aragua          | José Pérez Colmenares     | 14 de octubre                                | 5:00pm  |              |

| Tigres de Aragua          | 0 - 9      | Tiburones de La Guaira    | Universitario de Caracas  | 16 de octubre | 7:30pm |              |
| Águilas del Zulia         | 1 - 3      | Cardenales de Lara        | Antonio Herrera Gutiérrez | 16 de octubre | 7:30pm | Promar TV    |
| Navegantes del Magallanes | 8 - 9      | Caribes de Anzoátegui     | Alfonso Chico Carrasquel  | 16 de octubre | 7:30pm |              |
| Leones del Caracas        | 0 - 8      | Bravos de Margarita       | Nueva Esparta             | 16 de octubre | 7:30pm |              |
| Cardenales de Lara        | 4 - 5      | Tiburones de La Guaira    | Universitario de Caracas  | 17 de octubre | 7:30pm |              |
| Águilas del Zulia         | 3 - 1      | Tigres de Aragua          | José Pérez Colmenares     | 17 de octubre | 7:30pm | ESPN         |
| Navegantes del Magallanes | 3 - 4      | Caribes de Anzoátegui     | Alfonso Chico Carrasquel  | 17 de octubre | 7:30pm | Meridiano TV |
| Leones del Caracas        | 1 - 2      | Bravos de Margarita       | Nueva Esparta             | 17 de octubre | 7:30pm |              |
| Cardenales de Lara        | Suspendido | Tigres de Aragua          | José Pérez Colmenares     | 18 de octubre | 7:30pm |              |
| Águilas del Zulia         | 13 - 3     | Leones del Caracas        | Universitario de Caracas  | 18 de octubre | 7:30pm |              |
| Caribes de Anzoátegui     | 9 - 5      | Bravos de Margarita       | Nueva Esparta             | 18 de octubre | 6:00pm | Meridiano TV |
| Águilas del Zulia         | 3 - 2      | Tiburones de La Guaira    | Universitario de Caracas  | 19 de octubre | 7:30pm |              |
| Navegantes del Magallanes | 2 - 5      | Cardenales de Lara        | Antonio Herrera Gutiérrez | 19 de octubre | 7:30pm | Promar TV    |
| Leones del Caracas        | 1 - 7      | Tigres de Aragua          | José Pérez Colmenares     | 19 de octubre | 7:30pm | Meridiano TV |
| Caribes de Anzoátegui     | 2 - 6      | Bravos de Margarita       | Nueva Esparta             | 19 de octubre | 7:30pm |              |
| Tiburones de La Guaira    | 4 - 8      | Leones del Caracas        | Universitario de Caracas  | 20 de octubre | 5:00pm | Meridiano TV |
| Águilas del Zulia         | 4 - 2      | Navegantes del Magallanes | José Bernardo Pérez       | 20 de octubre | 5:30pm | DAT TV       |
| Tigres de Aragua          | 10 - 3     | Cardenales de Lara        | Antonio Herrera Gutiérrez | 20 de octubre | 5:30pm |              |
| Caribes de Anzoátegui     | 0 - 3      | Bravos de Margarita       | Nueva Esparta             | 20 de octubre | 6:00pm |              |
| Leones del Caracas        | Suspendido | Tiburones de La Guaira    | Universitario de Caracas  | 21 de octubre | 1:00pm |              |
| Águilas del Zulia         | 4 - 1      | Cardenales de Lara        | Antonio Herrera Gutiérrez | 21 de octubre | 4:00pm | Promar TV    |
| Tigres de Aragua          | 7 - 2      | Navegantes del Magallanes | José Bernardo Pérez       | 21 de octubre | 5:30pm | Venevisión   |
| Bravos de Margarita       | 3 - 6      | Caribes de Anzoátegui     | Alfonso Chico Carrasquel  | 21 de octubre | 6:00pm |              |

| Navegantes del Magallanes | 5 - 3              | Tiburones de La Guaira    | Universitario de Caracas  | 22 de octubre | 7:30pm | Meridiano TV |
| Caribes de Anzoátegui     | 10 - 8             | Leones del Caracas        | Universitario de Caracas  | 23 de octubre | 7:30pm |              |
| Bravos de Margarita       | 13 - 3             | Navegantes del Magallanes | José Bernardo Pérez       | 23 de octubre | 7:30pm | DAT TV       |
| Tiburones de La Guaira    | 0 - 4              | Tigres de Aragua          | José Pérez Colmenares     | 23 de octubre | 7:30pm |              |
| Cardenales de Lara        | 11 - 3             | Águilas del Zulia         | Luis Aparicio "El Grande" | 23 de octubre | 7:30pm | Meridiano TV |
| Bravos de Margarita       | 3 - 4              | Leones del Caracas        | Universitario de Caracas  | 24 de octubre | 7:30pm | ESPN         |
| Caribes de Anzoátegui     | 10 - 1             | Tigres de Aragua          | José Pérez Colmenares     | 24 de octubre | 7:30pm |              |
| Cardenales de Lara        | Suspendido         | Águilas del Zulia         | Luis Aparicio "El Grande" | 24 de octubre | 7:30pm |              |
| Bravos de Margarita       | 3 - 4              | Tiburones de La Guaira    | Universitario de Caracas  | 25 de octubre | 7:30pm |              |
| Leones del Caracas        | 2 - 6              | Navegantes del Magallanes | José Bernardo Pérez       | 25 de octubre | 7:30pm | Venevisión   |
| Caribes de Anzoátegui     | Suspendido         | Cardenales de Lara        | Antonio Herrera Gutiérrez | 25 de octubre | 7:30pm | Promar TV    |
| Leones del Caracas        | 2 - 5              | Tiburones de La Guaira    | Universitario de Caracas  | 26 de octubre | 7:30pm |              |
| Cardenales de Lara        | 6 - 0              | Navegantes del Magallanes | José Bernardo Pérez       | 26 de octubre | 7:30pm | Meridiano TV |
| Bravos de Margarita       | 1 - 0              | Tigres de Aragua          | José Pérez Colmenares     | 26 de octubre | 7:30pm |              |
| Caribes de Anzoátegui     | 1 - 6              | Águilas del Zulia         | Luis Aparicio "El Grande" | 26 de octubre | 7:30pm |              |
| Tigres de Aragua          | 1 - 2              | Leones del Caracas        | Universitario de Caracas  | 27 de octubre | 4:30pm | Meridiano TV |
| Bravos de Margarita       | 8 - 1              | Cardenales de Lara        | Antonio Herrera Gutiérrez | 27 de octubre | 5:30pm | Promar TV    |
| Caribes de Anzoátegui     | 9 - 5 (10 innings) | Águilas del Zulia         | Luis Aparicio "El Grande" | 27 de octubre | 5:30pm |              |
| Tiburones de la Guaira    | Suspendido         | Navegantes del Magallanes | José Bernardo Pérez       | 27 de octubre | 5:30pm |              |
| Bravos de Margarita       | 1 - 4              | Tigres de Aragua          | José Pérez Colmenares     | 28 de octubre | 1:00pm |              |
| Tiburones de La Guaira    | 3 - 7              | Leones del Caracas        | Universitario de Caracas  | 28 de octubre | 4:00pm | Venevisión   |
| Caribes de Anzoátegui     | 8 - 1              | Águilas del Zulia         | Luis Aparicio "El Grande" | 28 de octubre | 4:00pm |              |
| Cardenales de Lara        | 3 - 2              | Navegantes del Magallanes | José Bernardo Pérez       | 28 de octubre | 5:30pm |              |

| Navegantes del Magallanes | 4 - 3   | Leones del Caracas        | Universitario de Caracas | 30 de octubre                     | 7:30pm | Meridiano TV |
| Tiburones de La Guaira    | 5 - 2   | Tigres de Aragua          | José Pérez Colmenares    | 30 de octubre                     | 7:30pm |              |
| Cardenales de Lara        | 2 - 4   | Caribes de Anzoátegui     | Alfonso Chico Carrasquel | 30 de octubre                     | 8:30pm |              |
| Águilas del Zulia         | 5 - 2   | Bravos de Margarita       | Nueva Esparta            | 30 de octubre                     | 7:30pm |              |
| Tiburones de La Guaira    | 4 - 2   | Leones del Caracas        | Universitario de Caracas | 31 de octubre                     | 7:30pm |              |
| Navegantes del Magallanes | 5 - 10  | Tigres de Aragua          | José Pérez Colmenares    | 31 de octubre                     | 7:30pm | ESPN         |
| Cardenales de Lara        | 8 - 2   | Caribes de Anzoátegui     | Alfonso Chico Carrasquel | 31 de octubre                     | 7:30pm |              |
| Águilas del Zulia         | 9 - 4   | Bravos de Margarita       | Nueva Esparta            | 31 de octubre                     | 7:30pm | Meridiano TV |
| Tigres de Aragua          | 4 - 3   | Tiburones de La Guaira    | Universitario de Caracas | 1 de noviembre                    | 7:30pm |              |
| Cardenales de Lara        | 6 - 2   | Caribes de Anzoátegui     | Alfonso Chico Carrasquel | 1 de noviembre                    | 7:30pm |              |
| Águilas del Zulia         | 1 - 10  | Bravos de Margarita       | Nueva Esparta            | 1 de noviembre                    | 7:30pm |              |
| Tigres de Aragua          | 2 - 6   | Tiburones de La Guaira    | Universitario de Caracas | 2 de noviembre Día de los Muertos | 7:30pm | Meridiano TV |
| Leones del Caracas        | 1 - 11  | Navegantes del Magallanes | José Bernardo Pérez      | 2 de noviembre Día de los Muertos | 7:30pm | Venevisión   |
| Águilas del Zulia         | 14 - 13 | Caribes de Anzoátegui     | Alfonso Chico Carrasquel | 2 de noviembre Día de los Muertos | 7:30pm |              |
| Cardenales de Lara        | 5 - 7   | Bravos de Margarita       | Nueva Esparta            | 2 de noviembre Día de los Muertos | 7:30pm |              |
| Navegantes del Magallanes | 2 - 5   | Tiburones de La Guaira    | Universitario de Caracas | 3 de noviembre                    | 6:00pm |              |
| Leones del Caracas        | 7 - 6   | Tigres de Aragua          | José Pérez Colmenares    | 3 de noviembre                    | 5:30pm |              |
| Cardenales de Lara        | 0 - 4   | Bravos de Margarita       | Nueva Esparta            | 3 de noviembre                    | 5:30pm | Meridiano TV |
| Cardenales de Lara        | 5 - 0   | Bravos de Margarita       | Nueva Esparta            | 3 de noviembre                    | 8:30pm | Meridiano TV |
| Águilas del Zulia         | 1 - 2   | Caribes de Anzoátegui     | Enzo Hernández           | 3 de noviembre                    | 5:30pm |              |
| Águilas del Zulia         | 7 - 10  | Caribes de Anzoátegui     | Enzo Hernández           | 3 de noviembre                    | 8:30pm |              |
| Tigres de Aragua          | 2 - 3   | Leones del Caracas        | Universitario de Caracas | 4 de noviembre                    | 1:00pm | Venevisión   |
| Tiburones de La Guaira    | 1 - 7   | Navegantes del Magallanes | José Bernardo Pérez      | 4 de noviembre                    | 5:30pm | DAT TV       |
| Águilas del Zulia         | 2 - 4   | Caribes de Anzoátegui     | Alfonso Chico Carrasquel | 4 de noviembre                    | 6:00pm |              |
| Cardenales de Lara        | 6 - 5   | Bravos de Margarita       | Nueva Esparta            | 4 de noviembre                    | 6:00pm |              |

| Leones del Caracas        | 3 - 5              | Navegantes del Magallanes | José Bernardo Pérez                 | 5 de noviembre  | 7:30pm | Meridiano TV |
| Leones del Caracas        | 4 - 5              | Tiburones de La Guaira    | Universitario de Caracas            | 6 de noviembre  | 7:30pm |              |
| Cardenales de Lara        | 6 - 7              | Tigres de Aragua          | José Pérez Colmenares               | 6 de noviembre  | 7:30pm |              |
| Caribes de Anzoátegui     | 2 - 3              | Tiburones de La Guaira    | Universitario de Caracas            | 7 de noviembre  | 7:30pm | Meridiano TV |
| Bravos de Margarita       | 4 - 5              | Cardenales de Lara        | Antonio Herrera Gutiérrez           | 7 de noviembre  | 7:30pm | Promar TV    |
| Tigres de Aragua          | 2 - 1              | Águilas del Zulia         | Luis Aparicio "El Grande"           | 7 de noviembre  | 7:30pm | ESPN         |
| Caribes de Anzoátegui     | 5 - 1              | Leones del Caracas        | Universitario de Caracas            | 8 de noviembre  | 7:30pm | Meridiano TV |
| Tiburones de La Guaira    | 0 - 1              | Navegantes del Magallanes | José Bernardo Pérez                 | 8 de noviembre  | 7:30pm | DAT TV       |
| Tigres de Aragua          | 13 - 1             | Águilas del Zulia         | Luis Aparicio "El Grande"           | 8 de noviembre  | 7:30pm |              |
| Bravos de Margarita       | 2 - 3 (10 innings) | Cardenales de Lara        | Antonio Herrera Gutiérrez de Carora | 8 de noviembre  | 7:30pm | Promar TV    |
| Caribes de Anzoátegui     | 8 - 5              | Tiburones de La Guaira    | Universitario de Caracas            | 9 de noviembre  | 7:30pm |              |
| Leones del Caracas        | 2 - 3              | Cardenales de Lara        | Antonio Herrera Gutiérrez           | 9 de noviembre  | 7:30pm | Meridiano TV |
| Navegantes del Magallanes | 3 - 2              | Tigres de Aragua          | José Pérez Colmenares               | 9 de noviembre  | 7:30pm |              |
| Bravos de Margarita       | 5 - 1              | Águilas del Zulia         | Luis Aparicio "El Grande"           | 9 de noviembre  | 7:30pm |              |
| Bravos de Margarita       | 5 - 2              | Águilas del Zulia         | Luis Aparicio "El Grande"           | 10 de noviembre | 5:00pm |              |
| Bravos de Margarita       | 3 - 4              | Águilas del Zulia         | Luis Aparicio "El Grande"           | 10 de noviembre | 8:30pm |              |
| Tiburones de La Guaira    | 6 - 2              | Cardenales de Lara        | Antonio Herrera Gutiérrez           | 10 de noviembre | 5:30pm | Promar TV    |
| Caribes de Anzoátegui     | 5 - 3              | Tigres de Aragua          | José Pérez Colmenares               | 10 de noviembre | 5:30pm |              |
| Navegantes del Magallanes | 6 - 10             | Leones del Caracas        | Universitario de Caracas            | 10 de noviembre | 6:00pm | Meridiano TV |
| Tiburones de La Guaira    | 5 - 2              | Cardenales de Lara        | Antonio Herrera Gutiérrez           | 11 de noviembre | 1:00pm | Venevisión   |
| Caribes de Anzoátegui     | 4 - 5              | Leones del Caracas        | Universitario de Caracas            | 11 de noviembre | 4:00pm |              |
| Bravos de Margarita       | 5 - 6              | Águilas del Zulia         | Luis Aparicio "El Grande"           | 11 de noviembre | 4:00pm |              |
| Tigres de Aragua          | 4 - 2              | Navegantes del Magallanes | José Bernardo Pérez                 | 11 de noviembre | 5:30pm |              |

| Tiburones de La Guaira    | 0 - 11 | Caribes de Anzoátegui     | Alfonso Chico Carrasquel  | 13 de noviembre | 7:30pm  | Meridiano TV   |
| Tigres de Aragua          | 2 - 5  | Bravos de Margarita       | Nueva Esparta             | 13 de noviembre | 7:30pm  |                |
| Águilas del Zulia         | 2 - 5  | Navegantes del Magallanes | Independencia             | 13 de noviembre | 7:30pm  | DAT TV         |
| Águilas del Zulia         | 7 - 4  | Leones del Caracas        | Universitario de Caracas  | 14 de noviembre | 7:30pm  |                |
| Navegantes del Magallanes | 3 - 4  | Cardenales de Lara        | Antonio Herrera Gutiérrez | 14 de noviembre | 7:30pm  | ESPN Promar TV |
| Tiburones de La Guaira    | 3 - 4  | Caribes de Anzoátegui     | Alfonso Chico Carrasquel  | 14 de noviembre | 7:30pm  | Meridiano TV   |
| Tigres de Aragua          | 3 - 1  | Bravos de Margarita       | Nueva Esparta             | 14 de noviembre | 7:30pm  |                |
| Leones del Caracas        | 8 - 9  | Navegantes del Magallanes | José Bernardo Pérez       | 15 de noviembre | 7:30pm  | Meridiano TV   |
| Águilas del Zulia         | 4 - 6  | Cardenales de Lara        | Antonio Herrera Gutiérrez | 15 de noviembre | 7:30pm  |                |
| Tiburones de La Guaira    | 2 - 3  | Caribes de Anzoátegui     | Alfonso Chico Carrasquel  | 15 de noviembre | 7:30pm  |                |
| Tigres de Aragua          | 3 - 2  | Bravos de Margarita       | Nueva Esparta             | 15 de noviembre | 7:30pm  |                |
| Cardenales de Lara        | 6 - 2  | Leones del Caracas        | Universitario de Caracas  | 16 de noviembre | 7:30pm  |                |
| Navegantes del Magallanes | 2 - 0  | Águilas del Zulia         | Luis Aparicio "El Grande" | 16 de noviembre | 7:30pm  | Meridiano TV   |
| Tigres de Aragua          | 5 - 4  | Caribes de Anzoátegui     | Alfonso Chico Carrasquel  | 16 de noviembre | 7:30pm  |                |
| Tigres de Aragua          | 1 - 0  | Caribes de Anzoátegui     | La Ceiba                  | 17 de noviembre | 5:30pm  |                |
| Tigres de Aragua          | 1 - 0  | Caribes de Anzoátegui     | La Ceiba                  | 17 de noviembre | 8:30pm  |                |
| Cardenales de Lara        | 4 - 1  | Leones del Caracas        | Universitario de Caracas  | 17 de noviembre | 6:00pm  | Meridiano TV   |
| Navegantes del Magallanes | 4 - 1  | Águilas del Zulia         | Luis Aparicio "El Grande" | 17 de noviembre | 6:00pm  |                |
| Tiburones de La Guaira    | 1 - 2  | Bravos de Margarita       | Nueva Esparta             | 17 de noviembre | 6:00pm  |                |
| Navegantes del Magallanes | 8 - 2  | Águilas del Zulia         | Luis Aparicio "El Grande" | 18 de noviembre | 11:30am | Venevisión     |
| Tiburones de La Guaira    | 0 - 15 | Bravos de Margarita       | Nueva Esparta             | 18 de noviembre | 6:00pm  |                |
| Tigres de Aragua          | 0 - 4  | Caribes de Anzoátegui     | La Ceiba                  | 18 de noviembre | 6:00pm  |                |
| Cardenales de Lara        | 3 - 8  | Leones del Caracas        | Universitario de Caracas  | 18 de noviembre | 4:15pm  |                |

| Leones del Caracas        | 16 - 3             | Tiburones de La Guaira    | Universitario de Caracas  | 19 de noviembre | 7:30pm  | Meridiano TV |
| Caribes de Anzoátegui     | 1 - 5              | Tiburones de La Guaira    | Universitario de Caracas  | 20 de noviembre | 7:30pm  |              |
| Navegantes del Magallanes | 0 - 1              | Cardenales de Lara        | Antonio Herrera Gutiérrez | 20 de noviembre | 7:30pm  | Promar TV    |
| Leones del Caracas        | 4 - 1              | Tigres de Aragua          | José Pérez Colmenares     | 20 de noviembre | 7:30pm  |              |
| Bravos de Margarita       | 7 - 6              | Tiburones de La Guaira    | Universitario de Caracas  | 21 de noviembre | 7:30pm  |              |
| Águilas del Zulia         | 6 - 7              | Navegantes del Magallanes | José Bernardo Pérez       | 21 de noviembre | 7:30pm  | DAT TV       |
| Caribes de Anzoátegui     | 0 - 1              | Tigres de Aragua          | José Pérez Colmenares     | 21 de noviembre | 7:30pm  | Meridiano TV |
| Bravos de Margarita       | 2 - 0              | Leones del Caracas        | Universitario de Caracas  | 22 de noviembre | 7:30pm  | Meridiano TV |
| Tiburones de La Guaira    | 0 - 6              | Navegantes del Magallanes | José Bernardo Pérez       | 22 de noviembre | 7:30pm  | DAT TV       |
| Águilas del Zulia         | 7 - 6              | Tigres de Aragua          | José Pérez Colmenares     | 22 de noviembre | 7:30pm  |              |
| Caribes de Anzoátegui     | 3 - 2 (10 innings) | Cardenales de Lara        | Antonio Herrera Gutiérrez | 22 de noviembre | 5:30pm  | Promar TV    |
| Caribes de Anzoátegui     | 3 - 5              | Cardenales de Lara        | Antonio Herrera Gutiérrez | 22 de noviembre | 10:15pm | Promar TV    |
| Caribes de Anzoátegui     | 5 - 6              | Leones del Caracas        | Universitario de Caracas  | 23 de noviembre | 7:30pm  |              |
| Bravos de Margarita       | 13 - 6             | Navegantes del Magallanes | José Bernardo Pérez       | 23 de noviembre | 7:30pm  | Meridiano TV |
| Águilas del Zulia         | 8 - 7              | Cardenales de Lara        | Antonio Herrera Gutiérrez | 23 de noviembre | 7:30pm  |              |
| Cardenales de Lara        | 10 - 3             | Tiburones de La Guaira    | Universitario de Caracas  | 24 de noviembre | 6:00pm  |              |
| Tigres de Aragua          | 3 - 7              | Águilas del Zulia         | Luis Aparicio "El Grande" | 24 de noviembre | 5:30pm  | Meridiano TV |
| Leones del Caracas        | 1 - 4              | Caribes de Anzoátegui     | Alfonso Chico Carrasquel  | 24 de noviembre | 6:00pm  |              |
| Navegantes del Magallanes | 1 - 7              | Bravos de Margarita       | Nueva Esparta             | 24 de noviembre | 6:00pm  |              |
| Cardenales de Lara        | 4 - 1              | Tiburones de La Guaira    | Universitario de Caracas  | 25 de noviembre | 4:00pm  |              |
| Tigres de Aragua          | 7 - 5 (14 innings) | Águilas del Zulia         | Luis Aparicio "El Grande" | 25 de noviembre | 4:00pm  |              |
| Leones del Caracas        | 4 - 2              | Caribes de Anzoátegui     | Alfonso Chico Carrasquel  | 25 de noviembre | 6:00pm  |              |
| Navegantes del Magallanes | 5 - 6              | Bravos de Margarita       | Nueva Esparta             | 25 de noviembre | 6:00pm  | Venevisión   |

| Cardenales de Lara        | 1 - 3  | Leones del Caracas        | Universitario de Caracas  | 26 de noviembre | 7:30pm | Meridiano TV           |
| Navegantes del Magallanes | 5 - 7  | Tiburones de La Guaira    | Universitario de Caracas  | 27 de noviembre | 7:30pm |                        |
| Águilas del Zulia         | 1 - 3  | Tigres de Aragua          | José Pérez Colmenares     | 27 de noviembre | 7:30pm | Meridiano TV           |
| Águilas del Zulia         | 10 - 5 | Tiburones de La Guaira    | Universitario de Caracas  | 28 de noviembre | 7:30pm |                        |
| Cardenales de Lara        | 3 - 5  | Tigres de Aragua          | José Pérez Colmenares     | 28 de noviembre | 7:30pm | Meridiano TV           |
| Bravos de Margarita       | 7 - 2  | Caribes de Anzoátegui     | Alfonso Chico Carrasquel  | 28 de noviembre | 7:30pm | ESPN                   |
| Águilas del Zulia         | 3 - 4  | Leones del Caracas        | Universitario de Caracas  | 29 de noviembre | 7:30pm | Meridiano TV           |
| Tiburones de La Guaira    | 6 - 13 | Navegantes del Magallanes | José Bernardo Pérez       | 29 de noviembre | 7:30pm |                        |
| Tigres de Aragua          | 1 - 7  | Cardenales de Lara        | Antonio Herrera Gutiérrez | 29 de noviembre | 7:30pm | Promar TV              |
| Bravos de Margarita       | 2 - 4  | Caribes de Anzoátegui     | Enzo Hernández            | 29 de noviembre | 7:30pm |                        |
| Águilas del Zulia         | 3 - 2  | Tiburones de La Guaira    | Universitario de Caracas  | 30 de noviembre | 7:30pm |                        |
| Leones del Caracas        | 8 - 4  | Cardenales de Lara        | Antonio Herrera Gutiérrez | 30 de noviembre | 7:30pm | Promar TV              |
| Navegantes del Magallanes | 6 - 1  | Tigres de Aragua          | José Pérez Colmenares     | 30 de noviembre | 7:30pm | Meridiano TV           |
| Bravos de Margarita       | 2 - 6  | Caribes de Anzoátegui     | Alfonso Chico Carrasquel  | 30 de noviembre | 7:30pm |                        |
| Leones del Caracas        | 4 - 5  | Cardenales de Lara        | Antonio Herrera Gutiérrez | 1 de diciembre  | 4:00pm | Meridiano TV Promar TV |
| Tiburones de La Guaira    | 7 - 5  | Caribes de Anzoátegui     | Alfonso Chico Carrasquel  | 1 de diciembre  | 4:30pm |                        |
| Tiburones de La Guaira    | 0 - 1  | Caribes de Anzoátegui     | Alfonso Chico Carrasquel  | 1 de diciembre  | 7:30pm |                        |
| Tigres de Aragua          | 4 - 5  | Navegantes del Magallanes | José Bernardo Pérez       | 1 de diciembre  | 6:00pm |                        |
| Águilas del Zulia         | 12 - 9 | Bravos de Margarita       | Nueva Esparta             | 1 de diciembre  | 6:00pm |                        |
| Águilas del Zulia         | 1 - 3  | Bravos de Margarita       | Nueva Esparta             | 1 de diciembre  | 9:00pm |                        |

| Occidentales | 7 - 4 | Orientales | La Ceiba | 4 de diciembre | 7:30pm | Meridiano TV TVes |

| Bravos de Margarita       | 3 - 9  | Leones del Caracas        | Universitario de Caracas  | 5 de diciembre | 7:30pm |              |
| Tigres de Aragua          | 1 - 3  | Navegantes del Magallanes | José Bernardo Pérez       | 5 de diciembre | 7:30pm | DAT TV       |
| Tiburones de La Guaira    | 11 - 4 | Águilas del Zulia         | Luis Aparicio "El Grande" | 5 de diciembre | 7:30pm | ESPN         |
| Navegantes del Magallanes | 0 - 4  | Leones del Caracas        | Universitario de Caracas  | 6 de diciembre | 7:30pm | Meridiano TV |
| Bravos de Margarita       | 0 - 2  | Tigres de Aragua          | José Pérez Colmenares     | 6 de diciembre | 7:30pm |              |
| Tiburones de La Guaira    | 6 - 1  | Águilas del Zulia         | Luis Aparicio "El Grande" | 6 de diciembre | 7:30pm |              |
| Cardenales de Lara        | 1 - 7  | Caribes de Anzoátegui     | Alfonso Chico Carrasquel  | 6 de diciembre | 7:30pm |              |
| Tigres de Aragua          | 4 - 2  | Leones del Caracas        | Universitario de Caracas  | 7 de diciembre | 7:30pm | Meridiano TV |
| Bravos de Margarita       | 1 - 5  | Navegantes del Magallanes | José Bernardo Pérez       | 7 de diciembre | 7:30pm | DAT TV       |
| Tiburones de La Guaira    | 6 - 5  | Águilas del Zulia         | Luis Aparicio "El Grande" | 7 de diciembre | 7:30pm |              |
| Cardenales de Lara        | 4 - 12 | Caribes de Anzoátegui     | Alfonso Chico Carrasquel  | 7 de diciembre | 7:30pm |              |
| Navegantes del Magallanes | 1 - 4  | Águilas del Zulia         | Luis Aparicio "El Grande" | 8 de diciembre | 5:30pm |              |
| Cardenales de Lara        | 10 - 0 | Tiburones de La Guaira    | Universitario de Caracas  | 8 de diciembre | 6:00pm |              |
| Leones del Caracas        | 9 - 5  | Caribes de Anzoátegui     | Alfonso Chico Carrasquel  | 8 de diciembre | 6:00pm | Meridiano TV |
| Tigres de Aragua          | 3 - 5  | Bravos de Margarita       | Nueva Esparta             | 8 de diciembre | 6:00pm |              |
| Navegantes del Magallanes | 12 - 2 | Águilas del Zulia         | Luis Aparicio "El Grande" | 9 de diciembre | 1:00pm | Venevisión   |
| Cardenales de Lara        | 2 - 8  | Tiburones de La Guaira    | Universitario de Caracas  | 9 de diciembre | 4:00pm |              |
| Leones del Caracas        | 2 - 8  | Caribes de Anzoátegui     | Alfonso Chico Carrasquel  | 9 de diciembre | 6:00pm |              |
| Tigres de Aragua          | 3 - 1  | Bravos de Margarita       | Nueva Esparta             | 9 de diciembre | 6:00pm |              |

| Navegantes del Magallanes | 8 - 5      | Leones del Caracas        | Universitario de Caracas               | 10 de diciembre | 7:30pm | Meridiano TV   |
| Navegantes del Magallanes | 2 - 9      | Leones del Caracas        | Universitario de Caracas               | 11 de diciembre | 7:30pm | Meridiano TV   |
| Tiburones de La Guaira    | 1 - 4      | Cardenales de Lara        | Antonio Herrera Gutiérrez              | 11 de diciembre | 7:30pm | Promar TV      |
| Caribes de Anzoátegui     | 9 - 1      | Tigres de Aragua          | José Pérez Colmenares                  | 11 de diciembre | 7:30pm |                |
| Bravos de Margarita       | 0 - 2      | Tiburones de La Guaira    | Universitario de Caracas               | 12 de diciembre | 7:30pm | Meridiano TV   |
| Caribes de Anzoátegui     | 5 - 3      | Navegantes del Magallanes | José Bernardo Pérez                    | 12 de diciembre | 7:30pm | DAT TV         |
| Leones del Caracas        | 0 - 5      | Cardenales de Lara        | Antonio Herrera Gutiérrez              | 12 de diciembre | 7:30pm | Promar TV      |
| Águilas del Zulia         | 9 - 0      | Tigres de Aragua          | José Pérez Colmenares                  | 12 de diciembre | 7:30pm |                |
| Tiburones de La Guaira    | 3 - 10     | Águilas del Zulia         | Luis Aparicio "El Grande"              | 13 de diciembre | 7:30pm |                |
| Bravos de Margarita       | 10 - 6     | Cardenales de Lara        | Antonio Herrera Gutiérrez              | 13 de diciembre | 7:30pm | ESPN Promar TV |
| Caribes de Anzoátegui     | Suspendido | Navegantes del Magallanes | José Bernardo Pérez                    | 13 de diciembre | 7:30pm | Meridiano TV   |
| Leones del Caracas        | 2 - 11     | Tiburones de La Guaira    | Universitario de Caracas               | 14 de diciembre | 7:30pm |                |
| Bravos de Margarita       | 10 - 5     | Navegantes del Magallanes | José Bernardo Pérez                    | 14 de diciembre | 7:30pm | DAT TV         |
| Águilas del Zulia         | 2 - 0      | Tigres de Aragua          | José Pérez Colmenares                  | 14 de diciembre | 7:30pm |                |
| Águilas del Zulia         | 6 - 4      | Navegantes del Magallanes | Estadio Metropolitano de San Cristóbal | 15 de diciembre | 3:00pm | DAT TV         |
| Tigres de Aragua          | 6 - 1      | Cardenales de Lara        | Antonio Herrera Gutiérrez              | 15 de diciembre | 4:00pm | Promar TV      |
| Tigres de Aragua          | 6 - 4      | Cardenales de Lara        | Antonio Herrera Gutiérrez              | 15 de diciembre | 7:00pm | Promar TV      |
| Tiburones de La Guaira    | 7 - 8      | Leones del Caracas        | Universitario de Caracas               | 15 de diciembre | 6:00pm | Meridiano TV   |
| Caribes de Anzoátegui     | 6 - 9      | Bravos de Margarita       | Nueva Esparta                          | 15 de diciembre | 6:00pm |                |
| Navegantes del Magallanes | 4 - 8      | Tiburones de La Guaira    | Universitario de Caracas               | 16 de diciembre | 1:00pm | Venevisión     |
| Águilas del Zulia         | 6 - 8      | Cardenales de Lara        | Antonio Herrera Gutiérrez              | 16 de diciembre | 4:00pm |                |
| Leones del Caracas        | 1 - 3      | Tigres de Aragua          | José Pérez Colmenares                  | 16 de diciembre | 6:00pm |                |
| Caribes de Anzoátegui     | 8 - 2      | Bravos de Margarita       | Nueva Esparta                          | 16 de diciembre | 6:00pm |                |

| Cardenales de Lara        | 3 - 6  | Tigres de Aragua          | José Pérez Colmenares     | 17 de diciembre | 7:30pm | Meridiano TV |
| Caribes de Anzoátegui     | 5 - 6  | Leones del Caracas        | Universitario de Caracas  | 18 de diciembre | 7:30pm |              |
| Cardenales de Lara        | 7 - 2  | Navegantes del Magallanes | José Bernardo Pérez       | 18 de diciembre | 7:30pm | DAT TV       |
| Tiburones de La Guaira    | 3 - 4  | Tigres de Aragua          | José Pérez Colmenares     | 18 de diciembre | 7:30pm |              |
| Caribes de Anzoátegui     | 14 - 3 | Tiburones de La Guaira    | Universitario de Caracas  | 19 de diciembre | 7:30pm | Meridiano TV |
| Tigres de Aragua          | 4 - 1  | Cardenales de Lara        | Antonio Herrera Gutiérrez | 19 de diciembre | 7:30pm | Promar TV    |
| Leones del Caracas        | 6 - 2  | Águilas del Zulia         | Luis Aparicio "El Grande" | 19 de diciembre | 7:30pm |              |
| Navegantes del Magallanes | 2 - 7  | Bravos de Margarita       | Nueva Esparta             | 19 de diciembre | 7:30pm |              |
| Tigres de Aragua          | 7 - 8  | Tiburones de La Guaira    | Universitario de Caracas  | 20 de diciembre | 7:30pm | Meridiano TV |
| Leones del Caracas        | 4 - 5  | Águilas del Zulia         | Luis Aparicio "El Grande" | 20 de diciembre | 7:30pm |              |
| Navegantes del Magallanes | 0 - 11 | Bravos de Margarita       | Nueva Esparta             | 20 de diciembre | 7:30pm |              |
| Navegantes del Magallanes | 2 - 9  | Caribes de Anzoátegui     | Alfonso Chico Carrasquel  | 21 de diciembre | 5:00pm |              |
| Tiburones de La Guaira    | 2 - 3  | Cardenales de Lara        | Antonio Herrera Gutiérrez | 21 de diciembre | 7:30pm | Promar TV    |
| Leones del Caracas        | 4 - 5  | Bravos de Margarita       | Nueva Esparta             | 21 de diciembre | 7:30pm |              |
| Cardenales de Lara        | 3 - 2  | Águilas del Zulia         | Luis Aparicio "El Grande" | 22 de diciembre | 5:00pm |              |
| Cardenales de Lara        | 1 - 0  | Águilas del Zulia         | Luis Aparicio "El Grande" | 22 de diciembre | 8:30pm |              |
| Tiburones de La Guaira    | 4 - 6  | Tigres de Aragua          | José Pérez Colmenares     | 22 de diciembre | 5:30pm |              |
| Navegantes del Magallanes | 7 - 6  | Caribes de Anzoátegui     | Enzo Hernández            | 22 de diciembre | 6:00pm |              |
| Leones del Caracas        | 5 - 4  | Bravos de Margarita       | Nueva Esparta             | 22 de diciembre | 7:30pm |              |
| Cardenales de Lara        | 1 - 4  | Águilas del Zulia         | Luis Aparicio "El Grande" | 23 de diciembre | 1:00pm |              |
| Tigres de Aragua          | 1 - 4  | Tiburones de La Guaira    | Universitario de Caracas  | 23 de diciembre | 1:00pm |              |
| Leones del Caracas        | 7 - 4  | Bravos de Margarita       | Nueva Esparta             | 23 de diciembre | 3:00pm |              |
| Navegantes del Magallanes | 4 - 7  | Caribes de Anzoátegui     | Alfonso Chico Carrasquel  | 23 de diciembre | 4:00pm | Venevisión   |
| Caribes de Anzoátegui     | 1 - 0  | Navegantes del Magallanes | Alfonso Chico Carrasquel  | 23 de diciembre | 7:00pm | Venevisión   |

| Águilas del Zulia         | 3 - 6  | Leones del Caracas        | Universitario de Caracas  | 26 de diciembre                             | 7:30pm  | Meridiano TV           |
| Cardenales de Lara        | 7 - 4  | Navegantes del Magallanes | José Bernardo Pérez       | 26 de diciembre                             | 7:30pm  | DAT TV                 |
| Águilas del Zulia         | 8 - 4  | Leones del Caracas        | Universitario de Caracas  | 27 de diciembre                             | 7:30pm  | ESPN                   |
| Caribes de Anzoátegui     | 5 - 0  | Cardenales de Lara        | Antonio Herrera Gutiérrez | 27 de diciembre                             | 7:30pm  | Promar TV              |
| Navegantes del Magallanes | 3 - 2  | Tigres de Aragua          | José Pérez Colmenares     | 27 de diciembre                             | 7:30pm  | Meridiano TV           |
| Tiburones de La Guaira    | 3 - 10 | Bravos de Margarita       | Nueva Esparta             | 27 de diciembre                             | 7:30pm  | Venevisión             |
| Caribes de Anzoátegui     | 4 - 0  | Navegantes del Magallanes | José Bernardo Pérez       | 28 de diciembre Día de los Santos Inocentes | 4:30pm  | DAT TV                 |
| Caribes de Anzoátegui     | 8 - 9  | Navegantes del Magallanes | José Bernardo Pérez       | 28 de diciembre Día de los Santos Inocentes | 7:30pm  | DAT TV                 |
| Leones del Caracas        | 1 - 2  | Cardenales de Lara        | Antonio Herrera Gutiérrez | 28 de diciembre Día de los Santos Inocentes | 7:30pm  | Meridiano TV Promar TV |
| Tiburones de La Guaira    | 7 - 5  | Bravos de Margarita       | Nueva Esparta             | 28 de diciembre Día de los Santos Inocentes | 7:30pm  |                        |
| Cardenales de Lara        | 9 - 6  | Navegantes del Magallanes | José Bernardo Pérez       | 29 de diciembre                             | 5:30pm  | DAT TV                 |
| Caribes de Anzoátegui     | 5 - 3  | Tigres de Aragua          | José Pérez Colmenares     | 29 de diciembre                             | 5:30pm  | Meridiano TV           |
| Leones del Caracas        | 5 - 1  | Águilas del Zulia         | Luis Aparicio "El Grande" | 29 de diciembre                             | 5:30pm  |                        |
| Bravos de Margarita       | 6 - 7  | Tiburones de La Guaira    | Universitario de Caracas  | 29 de diciembre                             | 6:00pm  |                        |
| Leones del Caracas        | 1 - 0  | Águilas del Zulia         | Luis Aparicio "El Grande" | 30 de diciembre                             | 11:00am | Venevisión             |
| Bravos de Margarita       | 6 - 18 | Tiburones de La Guaira    | Universitario de Caracas  | 30 de diciembre                             | 2:00pm  | Venevisión             |
| Tigres de Aragua          | 8 - 9  | Navegantes del Magallanes | José Bernardo Pérez       | 30 de diciembre                             | 5:30pm  | DAT TV                 |

## Round Robin
| Pos | Equipo                 | J  | G  | P  | AVE. | V | Racha |
| --- | ---------------------- | -- | -- | -- | ---- | - | ----- |
| 1   | Cardenales de Lara     | 16 | 12 | 4  | .750 | - | -     |
| 2   | Tigres de Aragua       | 16 | 12 | 4  | .750 | - | -     |
| 3   | Tiburones de La Guaira | 16 | 7  | 9  | .438 | 5 | -     |
| 4   | Caribes de Anzoátegui  | 16 | 5  | 11 | .313 | 7 | -     |
| 5   | Bravos de Margarita    | 16 | 4  | 12 | .250 | 8 | -     |

|  | Clasificó a la Final de Liga |
|  | Quedó eliminado              |

### Partidos
| Tigres de Aragua       | 3 - 5  | Cardenales de Lara    | Antonio Herrera Gutiérrez | 2 de enero | 7:30pm | Meridiano TV            | Tiburones de La Guaira |
| Bravos de Margarita    | 9 - 10 | Caribes de Anzoátegui | Alfonso Chico Carrasquel  | 2 de enero | 7:30pm | Venevisión              | Tiburones de La Guaira |
| Tiburones de La Guaira | 5 - 3  | Tigres de Aragua      | José Pérez Colmenares     | 3 de enero | 7:30pm | Meridiano TV            | Cardenales de Lara     |
| Bravos de Margarita    | 4 - 3  | Caribes de Anzoátegui | Alfonso Chico Carrasquel  | 3 de enero | 7:30pm |                         | Cardenales de Lara     |
| Tiburones de La Guaira | 3 - 4  | Tigres de Aragua      | José Pérez Colmenares     | 4 de enero | 7:30pm | Meridiano TV            | Bravos de Margarita    |
| Cardenales de Lara     | 5 - 2  | Caribes de Anzoátegui | Alfonso Chico Carrasquel  | 4 de enero | 7:30pm |                         | Bravos de Margarita    |
| Cardenales de Lara     | 2 - 5  | Caribes de Anzoátegui | Alfonso Chico Carrasquel  | 5 de enero | 5:30pm | Meridiano TV            | Tigres de Aragua       |
| Tiburones de La Guaira | 5 - 3  | Bravos de Margarita   | Nueva Esparta             | 5 de enero | 7:30pm | Venevisión              | Tigres de Aragua       |
| Cardenales de Lara     | 2 - 3  | Tigres de Aragua      | José Pérez Colmenares     | 6 de enero | 4:30pm | Meridiano TV Venevisión | Caribes de Anzoátegui  |
| Tiburones de La Guaira | 1 - 5  | Bravos de Margarita   | Nueva Esparta             | 6 de enero | 7:30pm |                         | Caribes de Anzoátegui  |

| Caribes de Anzoátegui  | 3 - 4              | Bravos de Margarita    | Nueva Esparta             | 7 de enero  | 7:30pm | Venevisión   | Tiburones de La Guaira |
| Tigres de Aragua       | 9 - 10             | Cardenales de Lara     | Antonio Herrera Gutiérrez | 7 de enero  | 7:30pm | Meridiano TV | Tiburones de La Guaira |
| Tigres de Aragua       | 5 - 0              | Tiburones de La Guaira | Universitario de Caracas  | 8 de enero  | 7:30pm | Meridiano TV | Cardenales de Lara     |
| Caribes de Anzoátegui  | 9 - 4              | Bravos de Margarita    | Nueva Esparta             | 8 de enero  | 7:30pm |              | Cardenales de Lara     |
| Cardenales de Lara     | 0 - 6              | Tigres de Aragua       | José Pérez Colmenares     | 9 de enero  | 7:30pm |              | Bravos de Margarita    |
| Tiburones de La Guaira | 9 - 2              | Caribes de Anzoátegui  | Alfonso Chico Carrasquel  | 9 de enero  | 7:30pm | Venevisión   | Bravos de Margarita    |
| Tiburones de La Guaira | 1 - 3              | Caribes de Anzoátegui  | Alfonso Chico Carrasquel  | 10 de enero | 7:30pm |              | Tigres de Aragua       |
| Cardenales de Lara     | Suspendido         | Bravos de Margarita    | Nueva Esparta             | 10 de enero | 7:30pm |              | Tigres de Aragua       |
| Tigres de Aragua       | 11 - 4             | Tiburones de La Guaira | Universitario de Caracas  | 11 de enero | 7:30pm |              | Caribes de Anzoátegui  |
| Cardenales de Lara     | 0 - 4              | Bravos de Margarita    | Nueva Esparta             | 11 de enero | 5:00pm | Meridiano TV | Caribes de Anzoátegui  |
| Cardenales de Lara     | 5 - 0              | Bravos de Margarita    | Nueva Esparta             | 11 de enero | 8:30pm | Meridiano TV | Caribes de Anzoátegui  |
| Caribes de Anzoátegui  | 10 - 1             | Tigres de Aragua       | José Pérez Colmenares     | 12 de enero | 5:30pm | Meridiano TV | Tiburones de La Guaira |
| Bravos de Margarita    | 3 - 4 (15 innings) | Cardenales de Lara     | Antonio Herrera Gutiérrez | 12 de enero | 5:30pm | Venevisión   | Tiburones de La Guaira |
| Caribes de Anzoátegui  | 8 - 6              | Tiburones de La Guaira | Universitario de Caracas  | 13 de enero | 1:00pm | Venevisión   | Cardenales de Lara     |
| Bravos de Margarita    | 0 - 3              | Tigres de Aragua       | José Pérez Colmenares     | 13 de enero | 6:00pm | Meridiano TV | Cardenales de Lara     |

| Caribes de Anzoátegui  | 7 - 10             | Tigres de Aragua       | José Pérez Colmenares                                   | 14 de enero                 | 7:30pm | Venevisión              | Bravos de Margarita    |
| Tiburones de La Guaira | 5 - 2              | Cardenales de Lara     | Antonio Herrera Gutiérrez Divina Pastora (Barquisimeto) | 14 de enero                 | 7:30pm | Meridiano TV            | Bravos de Margarita    |
| Caribes de Anzoátegui  | 2 - 10             | Cardenales de Lara     | Antonio Herrera Gutiérrez                               | 15 de enero Día del Maestro | 7:30pm | Meridiano TV            | Tigres de Aragua       |
| Bravos de Margarita    | 5 - 7              | Tiburones de La Guaira | Universitario de Caracas                                | 15 de enero Día del Maestro | 7:30pm | Venevisión              | Tigres de Aragua       |
| Cardenales de Lara     | 5 - 4              | Tiburones de La Guaira | Universitario de Caracas                                | 16 de enero                 | 7:30pm |                         | Caribes de Anzoátegui  |
| Tigres de Aragua       | 2 - 5              | Bravos de Margarita    | Nueva Esparta                                           | 16 de enero                 | 7:30pm | Venevisión              | Caribes de Anzoátegui  |
| Caribes de Anzoátegui  | 7 - 5              | Cardenales de Lara     | Antonio Herrera Gutiérrez                               | 17 de enero                 | 7:30pm | Promar TV               | Tiburones de La Guaira |
| Tigres de Aragua       | 9 - 0              | Bravos de Margarita    | Nueva Esparta                                           | 17 de enero                 | 7:30pm |                         | Tiburones de La Guaira |
| Bravos de Margarita    | 0 - 1              | Tiburones de La Guaira | Universitario de Caracas                                | 18 de enero                 | 7:30pm | Meridiano TV            | Cardenales de Lara     |
| Tigres de Aragua       | 13 - 2             | Caribes de Anzoátegui  | Alfonso Chico Carrasquel                                | 18 de enero                 | 7:30pm | Venevisión              | Cardenales de Lara     |
| Cardenales de Lara     | 5 - 4 (13 innings) | Tiburones de La Guaira | Universitario de Caracas                                | 19 de enero                 | 5:00pm | Venevisión Meridiano TV | Bravos de Margarita    |
| Tigres de Aragua       | 8 - 2              | Caribes de Anzoátegui  | Alfonso Chico Carrasquel                                | 19 de enero                 | 6:00pm |                         | Bravos de Margarita    |
| Caribes de Anzoátegui  | 0 - 6              | Tiburones de La Guaira | Universitario de Caracas                                | 20 de enero                 | 1:00pm | Venevisión              | Tigres de Aragua       |
| Bravos de Margarita    | 3 - 8              | Cardenales de Lara     | Antonio Herrera Gutiérrez                               | 20 de enero                 | 4:00pm | Venevisión              | Tigres de Aragua       |

| Tiburones de La Guaira | 1 - 9 | Cardenales de Lara | Antonio Herrera Gutiérrez | 21 de enero | 7:30pm | Promar TV               | Caribes de Anzoátegui |
| Bravos de Margarita    | 5 - 6 | Tigres de Aragua   | José Pérez Colmenares     | 21 de enero | 7:30pm | Meridiano TV Venevisión | Caribes de Anzoátegui |

## Serie Final
La final comenzó con los Cardenales de Lara como anfitriones en los dos primeros días, en Barquisimeto al quedar de primero en las Round Robin.
| Pos | Equipo             | J | G | P | AVE. | V | Racha |
| --- | ------------------ | - | - | - | ---- | - | ----- |
| 1   | Tigres de Aragua   | 6 | 4 | 2 | .667 | - | 2G    |
| 2   | Cardenales de Lara | 6 | 2 | 4 | .333 | 2 | 2P    |

| Juego      | Visitante          | Resultado | Casa               | Estadio                   | Hora    | TV                                       |
| ---------- | ------------------ | --------- | ------------------ | ------------------------- | ------- | ---------------------------------------- |
| 1.er Juego | Tigres de Aragua   | 4-3       | Cardenales de Lara | Antonio Herrera Gutiérrez | 07:30pm | Meridiano TV, Venevisión, ESPN Promar TV |
| 2.º Juego  | Tigres de Aragua   | 2-5       | Cardenales de Lara | Antonio Herrera Gutiérrez | 07:30pm | Meridiano TV, Venevisión, ESPN Promar TV |
| 3.er Juego | Cardenales de Lara | 4-5       | Tigres de Aragua   | José Pérez Colmenares     | 07:30pm | Meridiano TV, Venevisión, ESPN Promar TV |
| 4.º Juego  | Cardenales de Lara | 5-3       | Tigres de Aragua   | José Pérez Colmenares     | 07:00pm | Meridiano TV, Venevisión, ESPN Promar TV |
| 5.º Juego  | Cardenales de Lara | 1-3       | Tigres de Aragua   | José Pérez Colmenares     | 07:30pm | Meridiano TV, Venevisión, ESPN Promar TV |
| 6.º Juego  | Tigres de Aragua   | 9-2       | Cardenales de Lara | Antonio Herrera Gutiérrez | 07:30pm | Meridiano TV, Venevisión, ESPN Promar TV |

## Distinciones
| Premio            | Jugador          | Equipo                    |
| ----------------- | ---------------- | ------------------------- |
| Productor del Año | Eliézer Alfonso  | Caribes de Anzoátegui     |
| Mánager del Año   | Marcos Davalillo | Caribes de Anzoátegui     |
| Regreso del Año   | Edgardo Alfonzo  | Navegantes del Magallanes |
| Relevista del Año | Richard Garcés   | Águilas del Zulia         |
| Novato del Año    | Gerardo Ávila    | Águilas del Zulia         |
| Pitcher del Año   | Alex Herrera     | Caribes de Anzoátegui     |
| Más Valioso       | Eliézer Alfonso  | Caribes de Anzoátegui     |

- Premio "Víctor Davalillo":  Eliézer Alfonso
- Premio "José Carrao Bracho":  Alex Herrera
- Premio "Alfonso Chico Carrasquel":  Marcos Davalillo

## Representación en el Caribe
| Pos | Equipo            | J | G | P | AVE. | V | Racha |
| --- | ----------------- | - | - | - | ---- | - | ----- |
| 1   | Tigres del Licey  | 6 | 5 | 1 | .833 | - | 1G    |
| 2   | Águilas Cibaeñas  | 6 | 3 | 3 | .500 | 2 | 2P    |
| 3   | Tigres de Aragua  | 6 | 2 | 4 | .333 | 3 | 1P    |
| 4   | Yaquis de Obregón | 6 | 2 | 4 | .333 | 3 | 2G    |

|  | Campeón de la Serie del Caribe 2008 |
|  | Eliminado                           |